# Pomadasys multimaculatum
Pomadasys multimaculatum és una espècie de peix de la família dels hemúlids i de l'ordre dels perciformes.

## Morfologia
Els adults poden assolir els 76 cm de longitud total.

## Distribució geogràfica
Es troba des de l'Àfrica oriental fins a Austràlia.